# Туран Амир Сулеймани
Туран Амир Сулеймани (1904 — 24 июля 1995) — третья жена Резы-шаха.

## Биография
Родилась в 1904 году, в семье Иса-хан Кованлу-Каджара и его жены Иззет-од-Доуле. По происхождению была представительницей династии Каджаров.
В 1922 году вышла замуж за военного министра Резу-шаха, который в 1925 году стал Шахиншахом Ирана. С 1925 по 1941 годы была Королевой-консортом Ирана. В 1941 году сопровождала мужа в ссылку. В 1944 году, после смерти Резы Пехлеви, вышла замуж за Сейид Забулла Меликпура.
После Исламской революции переехала с семьёй в Францию. Умерла 24 июля 1995 в Париже.

## Дети
В браке с Резой Пехлеви родился сын Голам Реза Пехлеви.